# 20 kilomètres marche masculin aux championnats du monde d'athlétisme 1991
Navigation
Rome 1987 Stuttgart 1993
L'épreuve du 20 kilomètres marche masculin des championnats du monde d'athlétisme 1991 s'est déroulée le 24 août 1991 dans les rues de Tokyo, au Japon, avec une arrivée fixée au Stade olympique national. Elle est remportée par l'Italien Maurizio Damilano.

## Résultats
| Rang               | Athlète                | Pays             | Temps           | Notes |
| ------------------ | ---------------------- | ---------------- | --------------- | ----- |
| Médaille d'or      | Maurizio Damilano      | Italie           | 1 h 19 min 37 s | CR    |
| Médaille d'argent  | Mikhail Shchennikov    | Union soviétique | 1 h 19 min 46 s |       |
| Médaille de bronze | Yevgeniy Misyulya      | Union soviétique | 1 h 20 min 22 s |       |
| 4.                 | Giovanni De Benedictis | Italie           | 1 h 20 min 29 s |       |
| 5.                 | Valentí Massana        | Espagne          | 1 h 20 min 29 s |       |
| 6.                 | Robert Ihly            | Allemagne        | 1 h 20 min 52 s |       |
| 7.                 | Walter Arena           | Italie           | 1 h 21 min 01 s |       |
| 8.                 | Li Mingcai             | Chine            | 1 h 21 min 15 s |       |
| 9.                 | Thierry Toutain        | France           | 1 h 21 min 22 s |       |
| 10.                | Robert Korzeniowski    | Pologne          | 1 h 21 min 32 s |       |
| 11.                | Axel Noack             | Allemagne        | 1 h 21 min 35 s |       |
| 12.                | Carlos Mercenario      | Mexique          | 1 h 21 min 37 s |       |
| 13.                | Igor Kollár            | Tchécoslovaquie  | 1 h 21 min 44 s |       |
| 14.                | Sándor Urbanik         | Hongrie          | 1 h 21 min 57 s |       |
| 15.                | Roman Mrazek           | Tchécoslovaquie  | 1 h 22 min 03 s |       |
| 16.                | Ronald Weigel          | Allemagne        | 1 h 22 min 18 s |       |
| 17.                | Pavol Blažek           | Tchécoslovaquie  | 1 h 22 min 34 s |       |
| 18.                | José Urbano            | Portugal         | 1 h 23 min 09 s |       |
| 19.                | Héctor Moreno          | Colombie         | 1 h 23 min 27 s |       |
| 20.                | Nick A'Hern            | Australie        | 1 h 23 min 44 s |       |
| 21.                | Miguel Ángel Prieto    | Espagne          | 1 h 24 min 06 s |       |
| 22.                | Tim Berrett            | Canada           | 1 h 24 min 10 s |       |
| 23.                | Vladimir Ostrovskiy    | Israël           | 1 h 24 min 35 s |       |
| 24.                | Marcelo Palma          | Brésil           | 1 h 24 min 54 s |       |
| 25.                | Sérgio Galdino         | Brésil           | 1 h 25 min 20 s |       |
| 26.                | Artur Shumak           | Union soviétique | 1 h 25 min 22 s |       |
| 27.                | Ian McCombie           | Royaume-Uni      | 1 h 25 min 30 s |       |
| 28.                | Gyula Dudás            | Hongrie          | 1 h 25 min 52 s |       |
| 29.                | Bobby O'Leary          | Irlande          | 1 h 29 min 28 s |       |
| 30.                | Stefan Johansson       | Suède            | 1 h 29 min 47 s |       |
| 31.                | Tim Lewis              | États-Unis       | 1 h 30 min 55 s |       |
| 32.                | Santiago Fonseca       | Honduras         | 1 h 38 min 36 s |       |
| —                  | Joel Sánchez           | Mexique          | DNF             |       |
| —                  | Claudio Luiz Bertolino | Brésil           | DNF             |       |
| —                  | Guillaume LeBlanc      | Canada           | DQ              |       |
| —                  | Daniel Plaza           | Espagne          | DQ              |       |
| —                  | Hirofumi Sakai         | Japon            | DQ              |       |

## Légende
Records et Performances
- AR : Record continental (area record)
- CR : Record des championnats (championship record)
- MR : Record du meeting (meet record)
- NR : Record national (national record)
- OR : Record olympique (olympic record)
- PR : Record paralympique (paralympic record)
- PB : Record personnel (personal best)
- SB : Meilleure performance personnelle de la saison (season's best)
- WL : Meilleure performance mondiale de l'année (world leader)
- WJR : Record du monde junior (world junior record)
- WR : Record du monde (world record)

Circonstances et Conditions
- DNF : N'a pas terminé (did not finish)
- DNS : N'a pas pris le départ (did not start)
- DQ : Disqualification (disqualification)
- NM : Aucun essai valable enregistré (No Mark)
- Q : Qualifié « directement » au prochain tour (ou à la prochaine compétition), lors d'une compétition majeure, grâce au classement ou à la réalisation des minima (automatic qualifier)
- q : Qualifié au prochain tour (ou à la prochaine compétition), lors d'une compétition majeure, grâce au repêchage ou à la réalisation de l'une des meilleures performances parmi celles des « non qualifiés directement » (grâce au meilleur temps ou à la meilleure distance par exemple) (secondary qualifier)